# Національне шосе 7 (Фінляндія)
Національне шосе 7 (фін. valtatie 7, швед. riksväg 7) — автомобільний шлях довжиною 189 км у Фінляндії, що з'єднує столицю країни Гельсінкі з пунктом пропуску Ваалімаа на фінсько-російському кордоні. Є частиною європейського автомобільного маршруту .

## Маршрут
- 0 км — Гельсінкі 4
- 36 км — Порвоо 55
- 59 км — Коскенкюля 6
- 73 км — Ловііса 176
- 114 км — Котка 15
- 122 км — Рантагака 15
- 134 км — Гаміна 26
- 146 км — Каатілайнен 170
- 176 км — Ваалімаа 170 387
- 189 км — Ваалімаа (пункт пропуску) А181

## Зображення

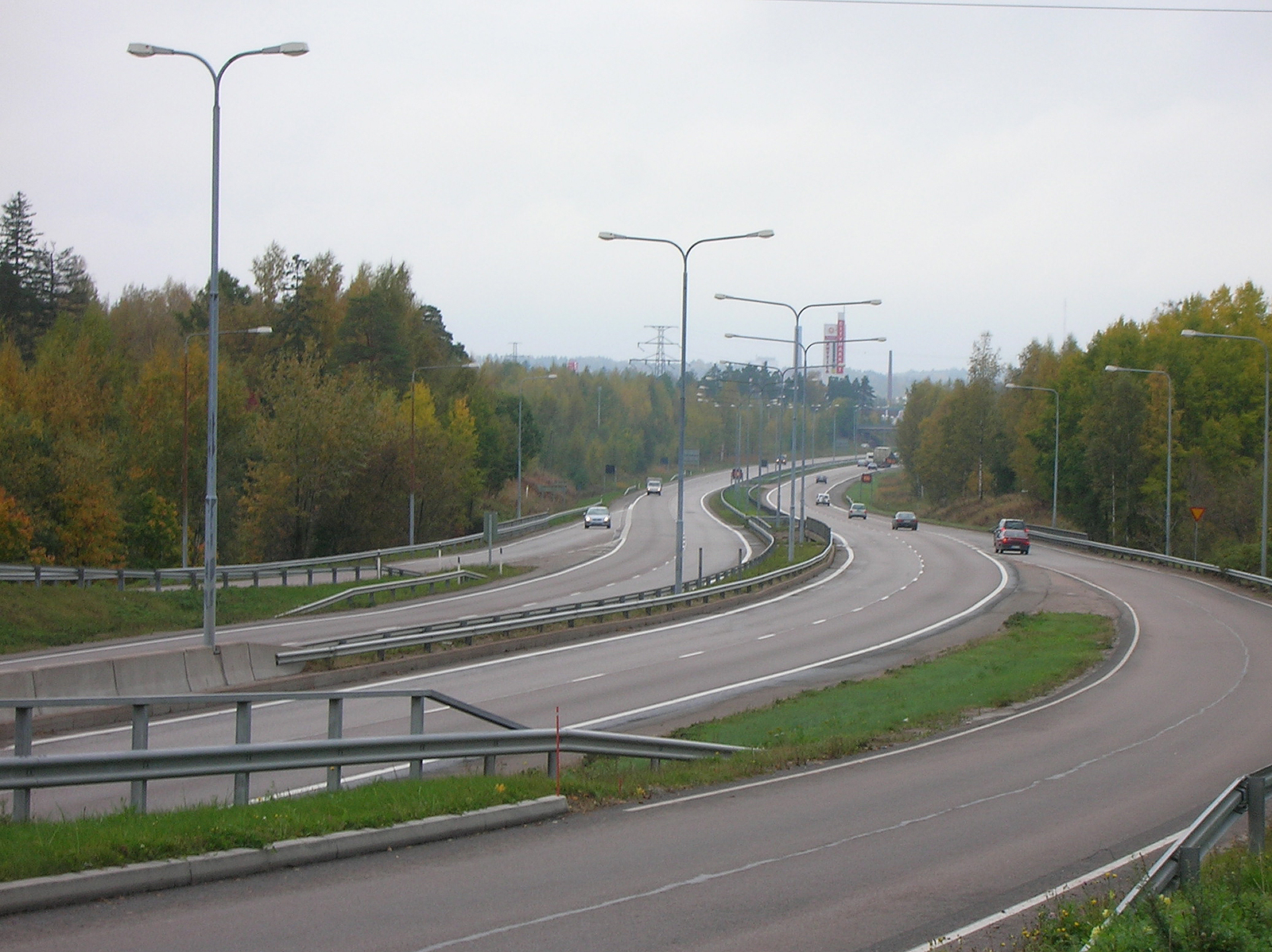
Автомагістраль у Котка
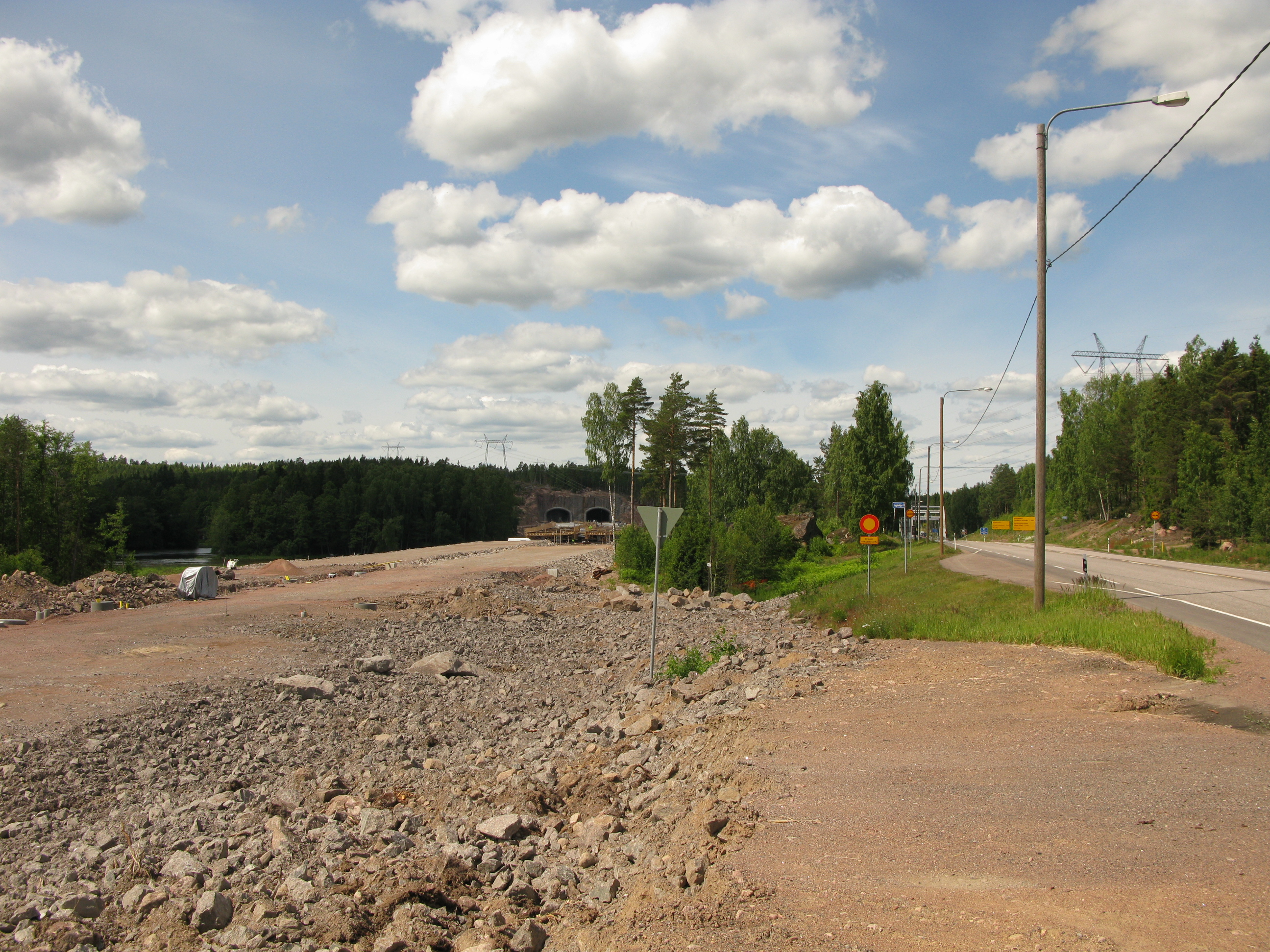
Будівництво автомагістралі, 2013 рік Пюхтяа